# Shinji Kagawa
Pour les articles homonymes, voir Kagawa.
Shinji Kagawa (香川 真司, Kagawa Shinji) né le 17 mars 1989 à Kobe au Japon, est un footballeur international japonais qui évolue au poste de milieu offensif au Cerezo Osaka.

## Biographie

### Débuts au Japon
Né à Kobe au Japon, Shinji Kagawa commence à jouer au football lorsqu'il commence ses études dans sa ville natale. Il est alors joueur du Kobe NK, puis du FC Miyagi Barcelona quand il déménage dans la préfecture de Miyagi. Joueur talentueux, il devient en 2006 et à dix-sept ans le plus jeune joueur japonais à signer un contrat professionnel, au Cerezo Osaka, alors qu'il n'a pas encore passé le test d'admission à l'université.
Il doit attendre une saison et l'arrivée du nouvel entraîneur Levir Culpi avant de jouer son premier match avec Osaka, et par la suite de devenir un joueur régulièrement titularisé par son entraîneur. Appelé pour la coupe du monde des moins de vingt ans en milieu de saison, il y joue deux matches, et s'arrête au stade des huitièmes de finale. Il termine ensuite son année au Japon avec trente-cinq matches de J2 League, la deuxième division japonaise, au compteur, et ratant la montée en première division de quelques points. La saison suivante est assez similaire, le Cerezo terminant à un point des barrages. Quelques mois auparavant, Kagawa dispute tous les matches de son équipe aux Jeux olympiques, qui se fait éliminer dès le premier tour, mais aussi son premier avec la sélection principale, le 24 mai contre la Côte d'Ivoire lors de la Coupe Kirin. En 2009, Kagawa finit meilleur buteur de la division avec vingt-sept réalisations, et permet à son club d'accéder à l'élite en formant un duo détonant avec Takashi Inui. Il effectue même à l'hiver deux essais avec Barcelone et le Real Madrid. Il continue ensuite de jouer régulièrement, et son club reçoit alors de nombreuses offres de clubs européens.

### Borussia Dortmund

#### Saison 2010-2011
Le 11 mai 2010, Kagawa signe un contrat de trois ans au Borussia Dortmund en Allemagne, qui dépense 350 000 euros pour s'attacher ses services,. Il devient rapidement la star et le meneur de jeu de l'équipe, à la surprise quasi-générale, et mène Dortmund vers les sommets du championnat. À la mi-saison, le Borussia est en tête avec plus de dix points d'avance, et le Japonais a déjà inscrit huit buts en seize matchs de Bundesliga et quatre en huit rencontres de Ligue Europa. Mais hélas, une grave blessure survenue lors de la coupe d'asie avec sa sélection (que le Japon et Kagawa gagneront néanmoins) le prive du reste de la saison de son club 

#### Saison 2011-2012
Kagawa est de retour à temps pour le début de la saison 2011-2012 de la saison de Bundesliga et retrouve rapidement sa place de titulaire au sein de l’équipe. Kagawa marque son premier but dans cette nouvelle saison de Bundesliga le 18 septembre, lors de la défaite 2-1 de son équipe contre Hanovre 96. Le 22 octobre, Kagawa ouvre le score dans la septième minute dans un match où Dortmund écrase le FC Cologne 5-0 devant 80 200 supporters dans son antre le Signal Iduna Park. Kagawa marque de nouveau le 5 novembre. Il marque également contre Arsenal mais Dortmund perd le match 2-1 en Ligue des champions. Le 28 janvier 2012, Kagawa marque à nouveau deux fois dans la victoire de Dortmund remporté 3-1 contre Hoffenheim. Kagawa marque le seul but du match contre le Werder Brême le 17 mars, son premier but de la tête sur une passe de d'Ilkay Gündogan à la huitième minute de jeu. Kagawa inscrit un doublé dans la correction donnée à Cologne le 25 mars, le match se terminant à 6-1 et permettant à l’équipe de rester en tête de championnat avec cinq points d’avance sur le Bayern Munich. Comme la saison précédente, le Japonais et son club sont à nouveau champion d'Allemagne. Dans la foulée, Dortmund réalise le doublé en gagnant la Coupe d'Allemagne contre le Bayern Munich. Kagawa inscrit le premier but de cette finale remportée par 5 buts à 2.

### Manchester United

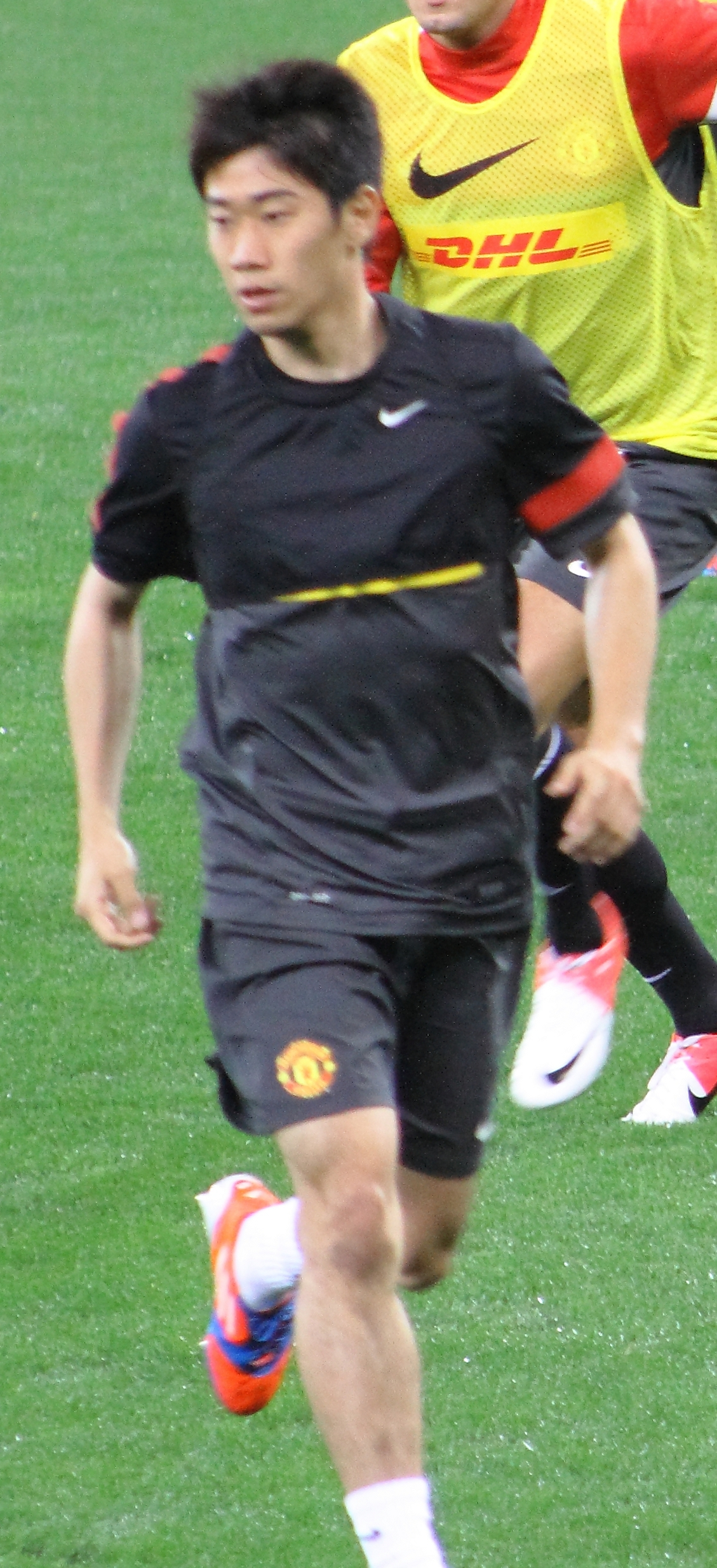
Shinji Kagawa à l'échauffement avec Manchester United.

Le 22 juin 2012, Kagawa signe un contrat de quatre ans en faveur de Manchester United, le transfert prenant effet le 1er juillet 2012 suivant. Il devient le premier joueur japonais à porter le maillot du club mancunien. Son transfert s'élève à 16 M€.
Lors du match comptant pour la 2e journée de Premier League, il marque son premier but sous le maillot des Red Devils face à Fulham (victoire 3-2). Il est élu par les supporteurs des Manchester Joueur du mois d'août.
Il marque son premier triplé sous le maillot de Manchester United lors du match comptant pour la 28e journée de Premier League face à Norwich City (victoire 4-0). Et devient par la même occasion le premier joueur asiatique à en marquer un en Premier League.
Il remporte son premier titre de championnat d'Angleterre et devient le premier joueur japonais à remporter la Premier League.
Après deux saisons sous les couleurs mancuniennes, le joueur japonais retourne dans le club allemand qui l'a révélé, le Borussia Dortmund. Il quitte Manchester sans s'être réellement imposé malgré une première saison qui laissait entrevoir un bel avenir pour l'espoir japonais. Le changement d'entraîneur après le départ à la retraite de Alex Ferguson en 2013, lui aura porté préjudice.

### Retour au Borussia Dortmund

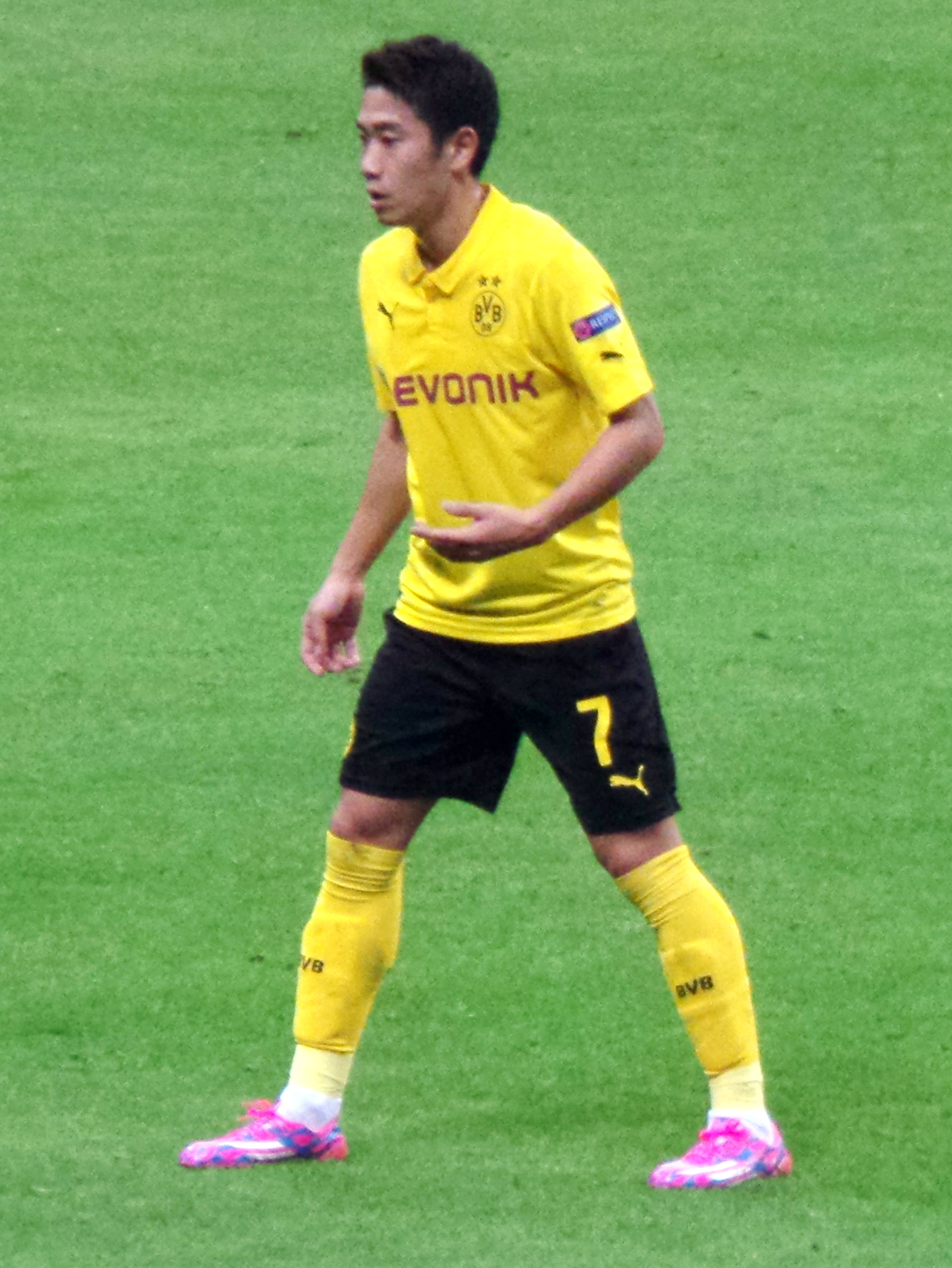
Shinji Kagawa sous les couleurs du Borussia Dortmund en 2014.

Le 30 août 2014, Kagawa s'engage pour quatre ans au Borussia Dortmund où il y fait son retour. Le meneur de jeu japonais n'entrait plus dans les plans du nouvel entraîneur des Red Devils, Louis van Gaal. Son transfert s'élève à 8 millions d'euros, soit deux fois moins cher que ce qu'avait payé Manchester pour s'acheter les services du japonais en 2012.

### Prêt au Beşiktaş
Le 31 janvier 2019, Kagawa est prêté au club turc du Beşiktaş avec une option d’achat de 1,6 million d’euros.
Il fait ses débuts en Süper Lig le 3 février suivant. Entrant contre l'Antalyaspor pour les dix dernières minutes de la rencontre, Kagawa réalise un doublé, dont un but sur coup franc, permettant au Beşiktaş de l'emporter 6-2. Fin février, le milieu se blesse à l'aine et est indisponible durant une dizaine de jours. Pour son retour à la compétition à la mi-mars, il sauve son équipe aux dépens du Konyaspor en marquant un but dans le temps additionnel (3-2). Bien que peu titulaire, débutant à quatre reprises en quatorze matchs, Kagawa se montre décisif dans le jeu avec quatre buts et deux passes décisives.

### Real Saragosse
Le 9 août 2019, après son prêt d'une saison au Beşiktaş, Kagawa quitte définitivement le Borussia Dortmund. Il signe un contrat de deux ans au Real Saragosse qui évolue en deuxième division espagnole. Kagawa étrenne pour la première fois ses nouvelles couleurs le 17 août 2019 en Segunda División face à Tenerife (1re journée, victoire 2-0). Il inscrit son premier but avec Saragosse la journée suivante en ouvrant le score contre la SD Ponferradina (1-1). Il conclut la saison avec 33 apparitions en championnat à son actif, dont 25 titularisations pour 4 buts inscrits et une passe décisive donnée. Le Real Saragosse termine troisième mais est éliminé par Elche lors des barrages de promotion.
Il n'entre pas dans les plans du club pour la saison 2020-2021, celui-ci souhaitant libérer une place d’extra-communautaire pour inscrire l'attaquant uruguayen Gabriel Fernández (en). Le Real Saragosse indique le 2 octobre 2020 la résiliation de son contrat.

### PAOK Salonique
Libre, Kagawa rejoint le club grec du PAOK Salonique le 27 janvier 2021, paraphant un contrat d'un an et demi. Il joue son premier match sous ses nouvelles couleurs le 3 février 2021, lors d'une rencontre de coupe de Grèce face à l'AEL Larissa. Il entre en jeu à la place d'Amr Warda lors de cette rencontre remportée par son équipe (1-2). Il fait sa première apparition en première division grecque le 7 février suivant, contre l'Apollon Smyrnis. Il entre en jeu à la place de Chrístos Tzólis et les deux équipes se neutralisent (2-2).

### Saint-Trond
Le 10 janvier 2022, à la surprise générale et préférant rester en Europe plutôt qu'un retour au pays, Kagawa signe en faveur du K Saint-Trond VV, club belge de Division 1A.
Kagawa joue son premier match pour le club le 13 février en rentrant à la 83e minute, son équipe menait 1-0 et ce sera le score final. La semaine suivante, il rentre une nouvelle fois en cours de jeu (à la 73e) et son équipe s'impose une nouvelle fois. Le 10 avril, pour la dernière journée de la phase de championnat, Kagawa commence comme titulaire et délivre une passe décisive à son compatriote Taichi Hara au cours d'un match où son équipe s'impose 3-0 face au Standard de Liège. Toutefois, Saint-Trond ne parvient pas à se qualifier pour la phase de plays-off.
Le 27 août 2022, Kagawa inscrit son premier but sous les couleurs trudonnaires face au KV Malines sur penalty. Il marque ensuite son second but de la saison face au RSC Charleroi sur corner direct.

### Retour au Cerezo Osaka
Le 1er février 2023, Kagawa signe au Cerezo Osaka, marquant son retour dans son premier club professionnel.
Kagawa inscrit son premier but depuis son retour le 12 mars 2023 face au Sagan Tosu, en championnat. Titulaire, il ouvre le score et son équipe s'impose par deux buts à un. Le 10 juin 2023, il commence pour la première fois un match du Cerezo Osaka en tant que capitaine de l'équipe, contre le Vissel Kobe, en championnat. Son équipe l'emporte par deux buts à un ce jour-là.

### Sélection japonaise
Kagawa fait ses débuts sous le maillot japonais le 22 mai 2008, âgé d'à peine 19 ans lors de la Coupe Kirin dans le match opposant les Samurais Japonais aux Éléphants Ivoiriens, match que remportera le Japon sous le score de 1-0. Il sera souvent titularisé durant la compétition, il inscrira même un but face aux Émirats arabes unis le 9 octobre 2008, match remporté sous le score de 5-1. Finalement, l'équipe sortira même victorieuse de la compétition ce qui constituera son premier succès avec la sélection. 
À ce moment encore inconnu aux yeux des occidentaux, à la suite de sa véritable révélation du début saison avec le Borussia Dortmund, il fera partie de l'équipe entraînée par Alberto Zaccheroni prétendante au titre à la Coupe d'Asie des nations 2011 se déroulant au Qatar. Il réalisera une très bonne compétition, auteur notamment d'un doublé face au Qatar en quart de finale, match remporté sous le score de 3-2 et offrant un penalty en demi-finale face à la Corée durant les prolongations. Durant ce match il se blesse lourdement au pied et ne pourra plus rejouer jusqu'à la fin de la saison. La sélection remportera tout de même la finale après prolongation, face à l'Australie et reviendra victorieuse de la compétition.
Il fait partie des 23 joueurs participant à la Coupe du Monde 2014, mais son équipe ne passe pas les phases de poules.
Lors de la Coupe d'Asie des Nations 2015, il inscrit un but face à la Jordanie lors des phases de groupe et le Japon termine premier de son groupe. Le Japon ne parvient pas à s'imposer lors des quarts de finale face aux Émirats Arabes Unis et est contraint d'aller à la séance de tirs au but. Sixième tireur pour le Japon, Kagawa rate son pénalty, ce qui disqualifiera le Japon.
Le 10 octobre 2017, alors que, à la suite d'un doublé de Duckens Nazon dans la seconde mi-temps, le Japon perd 2 buts à 3, lors d'un match amical face à Haïti, il inscrit le but de l'égalisation dans le temps additionnel, évitant une humiliante défaite à son équipe.
Le 31 mai 2018, le nom de Kagawa figure sur la liste des 23 joueurs partant en Russie pour la Coupe du Monde. Lors de leur premier match face à la Colombie, les Japonais obtiennent un pénalty à la suite d'une faute de Carlos Sánchez, pénalty transformé par Kagawa. Le Japon crée la surprise en battant les Colombiens 2-1. Arrivé en huitièmes face à Belgique, Kagawa délivre une passe décisive pour Takashi Inui pour le 2-0, mais son équipe est rattrapée par les Belges qui s'imposent 3-2.

## Palmarès

### En club
| Borussia Dortmund - Championnat d'Allemagne (2) - Champion en 2011 et 2012 - Vice champion en 2016 et 2019 - Coupe d'Allemagne (2) - Vainqueur en 2012 et 2017 - Finaliste en 2015 et 2016 - Supercoupe d'Allemagne (2) - Vainqueur en 2014 et 2019 - Finaliste en 2016 et 2017 |  | Manchester United - Championnat d'Angleterre (1) - Champion en 2013 - Community Shield (1) - Vainqueur en 2013 |

### En sélection
- Coupe d'Asie des nations (1)
  - Vainqueur en 2011
  - Finaliste en 2019

### Distinctions personnelles
- Meilleur buteur du Championnat du Japon de deuxième division en 2009 (27 buts)
- Meilleur joueur Asiatique en 2012[32]

## Statistiques

### Générales
| Saison                | Club                  | Championnat           | Championnat | Championnat | Championnat | Coupe nationale | Coupe nationale | Coupe nationale | Coupe de la Ligue | Coupe de la Ligue | Coupe de la Ligue | Supercoupe | Supercoupe | Supercoupe | Compétition(s) continentale(s) | Compétition(s) continentale(s) | Compétition(s) continentale(s) | Compétition(s) continentale(s) | Total | Total | Total |
| Saison                | Club                  | Division              | M.          | B.          | P.d.        | M.              | B.              | P.d.            | M.                | B.                | P.d.              | M.         | B.         | P.d.       | Comp.                          | M.                             | B.                             | P.d.                           | M.    | B.    | P.d.  |
| 2007                  | Cerezo Osaka          | J.League 2            | 35          | 5           | 9           | 1               | 2               | 0               | -                 | -                 | -                 | -          | -          | -          | -                              | -                              | -                              | -                              | 36    | 7     | 9     |
| 2008                  | Cerezo Osaka          | J.League 2            | 35          | 16          | 10          | 0               | 0               | 0               | -                 | -                 | -                 | -          | -          | -          | -                              | -                              | -                              | -                              | 35    | 16    | 10    |
| 2009                  | Cerezo Osaka          | J.League 2            | 44          | 27          | 11          | 0               | 0               | 0               | -                 | -                 | -                 | -          | -          | -          | -                              | -                              | -                              | -                              | 44    | 27    | 11    |
| 2010                  | Cerezo Osaka          | J.League              | 11          | 7           | 0           | 0               | 0               | 0               | 1                 | 0                 | 0                 | -          | -          | -          | -                              | -                              | -                              | -                              | 12    | 7     | 0     |
| Sous-total            | Sous-total            | Sous-total            | 125         | 55          | 30          | 1               | 2               | 0               | 1                 | 0                 | 0                 | -          | -          | -          | -                              | -                              | -                              | -                              | 127   | 57    | 30    |
| 2010-2011             | Borussia Dortmund     | Bundesliga            | 18          | 8           | 1           | 2               | 0               | 1               | -                 | -                 | -                 | -          | -          | -          | C3                             | 8                              | 4                              | 0                              | 28    | 12    | 2     |
| 2011-2012             | Borussia Dortmund     | Bundesliga            | 31          | 13          | 11          | 5               | 3               | 2               | -                 | -                 | -                 | 1          | 0          | 0          | C1                             | 6                              | 1                              | 0                              | 43    | 17    | 13    |
| Sous-total            | Sous-total            | Sous-total            | 49          | 21          | 12          | 7               | 3               | 3               | -                 | -                 | -                 | 1          | 0          | 0          | -                              | 14                             | 5                              | 0                              | 71    | 29    | 15    |
| 2012-2013             | Manchester United     | Premier League        | 20          | 6           | 3           | 3               | 0               | 0               | 0                 | 0                 | 0                 | -          | -          | -          | C1                             | 3                              | 0                              | 2                              | 26    | 6     | 5     |
| 2013-2014             | Manchester United     | Premier League        | 18          | 0           | 3           | 1               | 0               | 0               | 2                 | 0                 | 0                 | 1          | 0          | 0          | C1                             | 8                              | 0                              | 0                              | 30    | 0     | 3     |
| 2014-2015             | Manchester United     | Premier League        | 0           | 0           | 0           | -               | -               | -               | 1                 | 0                 | 0                 | -          | -          | -          | -                              | -                              | -                              | -                              | 1     | 0     | 0     |
| Sous-total            | Sous-total            | Sous-total            | 38          | 6           | 6           | 4               | 0               | 0               | 3                 | 0                 | 0                 | 1          | 0          | 0          | -                              | 11                             | 0                              | 2                              | 57    | 6     | 8     |
| 2014-2015             | Borussia Dortmund     | Bundesliga            | 28          | 5           | 5           | 5               | 1               | 2               | -                 | -                 | -                 | -          | -          | -          | C1                             | 5                              | 0                              | 2                              | 38    | 6     | 9     |
| 2015-2016             | Borussia Dortmund     | Bundesliga            | 29          | 9           | 8           | 5               | 1               | 1               | -                 | -                 | -                 | -          | -          | -          | C3                             | 12                             | 3                              | 2                              | 46    | 13    | 11    |
| 2016-2017             | Borussia Dortmund     | Bundesliga            | 21          | 1           | 6           | 3               | 2               | 0               | -                 | -                 | -                 | 1          | 0          | 0          | C1                             | 5                              | 3                              | 2                              | 30    | 6     | 8     |
| 2017-2018             | Borussia Dortmund     | Bundesliga            | 19          | 5           | 3           | 3               | 1               | 2               | -                 | -                 | -                 | -          | -          | -          | C1                             | 5                              | 0                              | 2                              | 27    | 6     | 7     |
| 2018-2019             | Borussia Dortmund     | Bundesliga            | 2           | 0           | 0           | 1               | 0               | 1               | -                 | -                 | -                 | -          | -          | -          | C1                             | 1                              | 0                              | 0                              | 4     | 0     | 1     |
| Sous-total            | Sous-total            | Sous-total            | 99          | 20          | 22          | 17              | 5               | 6               | -                 | -                 | -                 | 1          | 0          | 0          | -                              | 28                             | 6                              | 8                              | 145   | 31    | 36    |
| 2019                  | Beşiktaş JK (prêt)    | SüperLig              | 14          | 4           | 2           | -               | -               | -               | -                 | -                 | -                 | -          | -          | -          | -                              | -                              | -                              | -                              | 14    | 4     | 2     |
| 2019-2020             | Real Saragosse        | Segunda División      | 33          | 2           | 1           | 3               | 0               | 1               | -                 | -                 | -                 | -          | -          | -          | -                              | -                              | -                              | -                              | 36    | 2     | 2     |
| Total sur la carrière | Total sur la carrière | Total sur la carrière | 358         | 108         | 73          | 32              | 10              | 10              | 4                 | 0                 | 0                 | 3          | 0          | 0          | -                              | 53                             | 11                             | 10                             | 450   | 129   | 93    |

## Vie personnelle
En 2012, des rumeurs relayées par la presse britannique (dont notamment le Daily Mirror) font état d'une possible liaison avec l'actrice de charme Ameri Ichinose, ce qui se révèle être faux.